# Кізімова Олена Геннадіївна
Олена Геннадіївна Кізімова (23 лютого 1952, с. Нексікан Магаданської області) — українська художниця. Працює у техніках гобелену та живопису.

## Біографічна довідка
Народилася 23 лютого 1952 року в с. Нексікан Магаданської обл. Хабаровського краю. В 1976 р. закінчила Московський технологічний інститут, художній факультет, відділення художнього текстилю (педагоги: професор Є. К. Коваленко, доцент Р. П. Новіков, професор С. М. Темерін). Викладає у центрі дитячої та юнацької творчості «Барви України». Учасниця обласних та всеукраїнських виставок з 1976 року. Персональні виставки: Національний історичний музей, м. Київ — 2001 р., музей Культурно-художнього центру Вінницького технічного університету — 2002 р. Працює у техніках художнього текстилю — батику, гобелену, об'ємного гобелену. Твори зберігаються в Міністерстві культури України, музеї Культурно-художнього центру ВТУ, Вінницькому обласному краєзнавчому музей.
Член Вінницької обласної організації Національної спілки художників України з 1992 року.